# Helga Dernesch

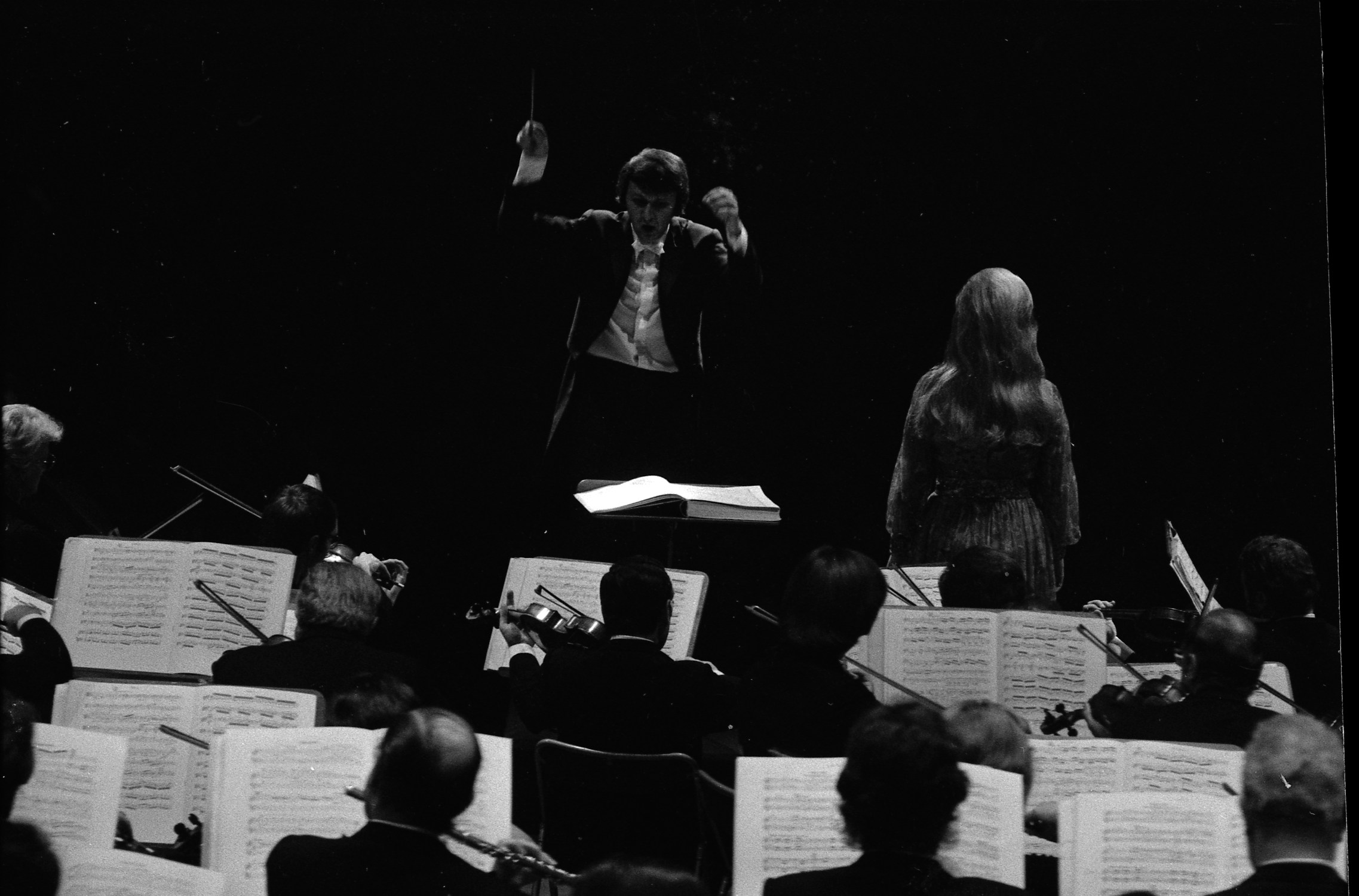
Le chef Michel Plasson et la soliste Helga Dernesch le 18 novembre 1973 à Toulouse.

Helga Dernesch (née le 3 février 1939 à Vienne) est une soprano dramatique autrichienne.

## Biographie
Elle fait ses études au conservatoire de sa ville natale, chante à Berne de 1961 à 1963, à Wiesbaden en 1964-1965, à Cologne de 1966 à 1969, débute au Festival de Bayreuth en 1965 (rôle de Wellgunde dans l'Anneau du Nibelung), au Festival de Pâques de Salzbourg en 1969.Elle chante aussi au Covent Garden en 1970. Elle chante depuis dans le monde entier, quelquefois des parties de mezzo-soprano (Clytemnestre dans Elektra) et se produit principalement à l'opéra de Munich. Elle a été mariée au ténor autrichien Werner Krenn (né en 1943).
À la fin des années 1960, Helga Dernesch est l'interprète favorite de Herbert von Karajan, qui lui fait chanter Brünnhilde dans ses enregistrements de Siegfried et du Crépuscule des dieux (enregistrements Deutsche Grammophon), Isolde dans Tristan et Isolde et le rôle-titre de Fidelio (enregistrements EMI). Quoique Dernesch ne puisse rivaliser en puissance et endurance avec son aînée Birgit Nilsson, son expressivité vocale et son excellente technique sont remarquables. Un autre sommet de sa discographie est constitué par le Tannhäuser dirigé par Georg Solti, dans lequel elle chante le rôle d'Elisabeth.